# Okie

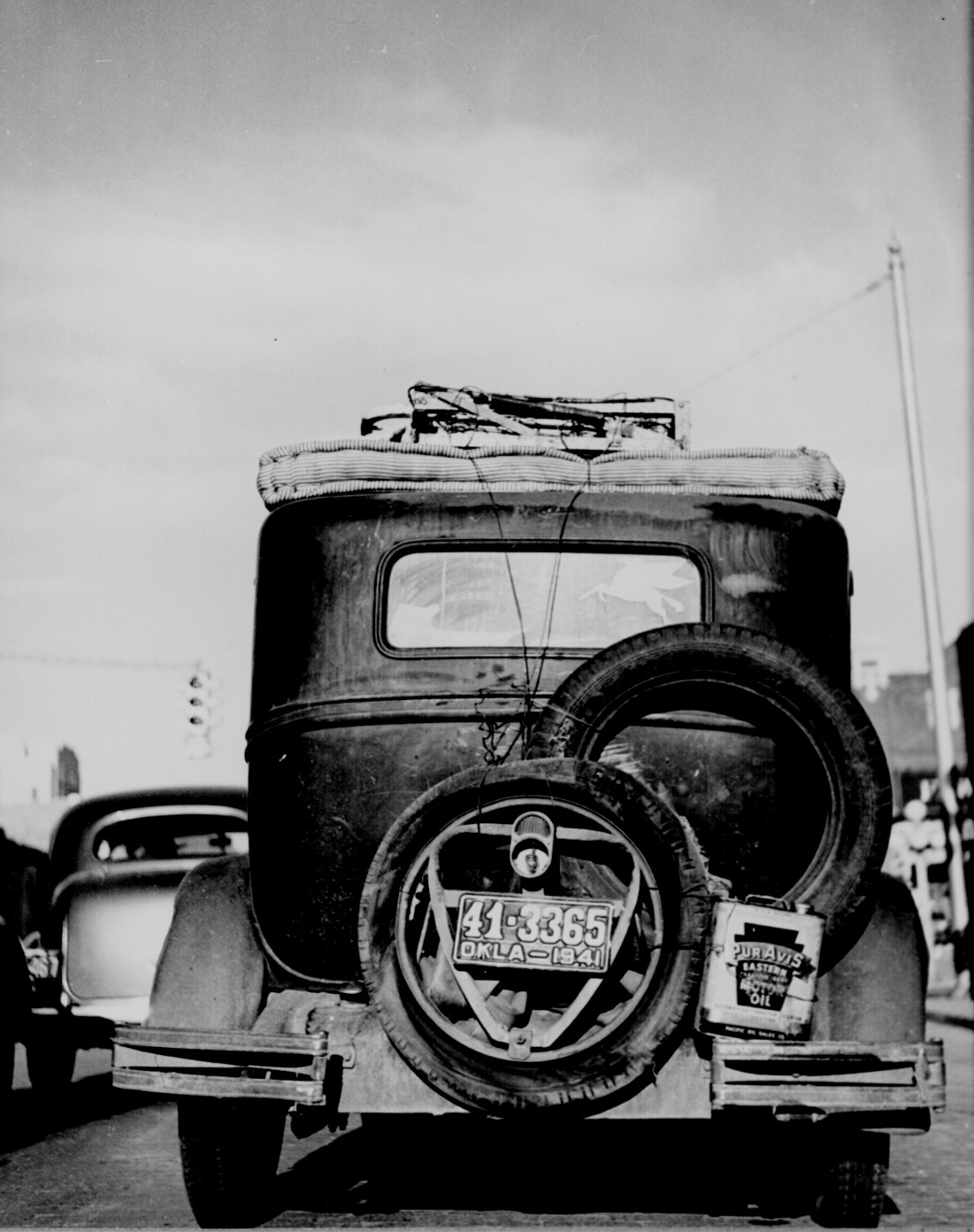
A parte traseira do carro de um Okie, passando por Amarillo, Texas, 1941.

Okie é um termo, criado em 1907, que denota um residente ou nativo de Oklahoma. É derivado do nome do estado, semelhante ao Texano ou Tex para alguém do Texas, Arkie ou Arkansawyer para um nativo do Arkansas.
Na Califórnia, o termo passou a se referir a migrantes muito pobres de Oklahoma que vinham em busca de emprego. O Dust Bowl e a migração Okie da década de 1930 trouxeram mais de um milhão de migrantes, muitos deles em busca de trabalho agrícola no Central Valley. Um estudo realizado na década de 1990 indicou que cerca de 3,75 milhões de californianos eram descendentes dessa população. Em 1950, quatro milhões de pessoas, ou um quarto de todas as pessoas nascidas em Oklahoma, Texas, Arkansas ou Missouri, viviam fora da região, principalmente no Oeste.